# 金太郎セルズパワー
株式会社金太郎セルズパワー（きんたろうセルズパワー、英称:Kintaro Cells Power Co.）は東京都品川区に本社を置く、幹細胞培養製品の研究開発を行う日本の再生医療系バイオベンチャー企業である。代表取締役はグラドコフ・アレクセイが務める。
同社が研究開発した骨髄由来の間葉系幹細胞「金太郎細胞®」は、アジア諸国を中心にこれまでに2,200件以上の症例を持っている。その目的は疾病の治療や予防、医療アンチエイジング、手術後のリカバリーなど。現在も、細胞全般に関わる持続的な研究開発および製造を行っている。
近年では「金太郎細胞®」はもちろん、他の多くの細胞培養を実現するために全自動ロボット工場の設置に向けた構想および展開を進めている。

## 概要
2011年に、創業者で同社代表取締役のグラドコフ・アレクセイがシンガポールのノベナ医療センターで幹細胞の培養ラボを開設する。2014年、株式会社金太郎セルズパワーを東京に設立し、医療先進国である日本の高度な細胞培養技術をベースに、骨髄由来間葉系幹細胞の研究開発を開始する。
2016年、アジア各国に出張所を開設。ベトナム・ハノイで行われた医療関連の国際イベントで、初めて太郎セルズパワーの骨髄由来間葉系幹細胞に「金太郎細胞®」というブランドネームで発表する。2019年現在で、日本の特許庁が出す3件の技術特許を取得している。
元々、ロシア（ソ連時代を含む）は世界有数の幹細胞先進国で、1908年にアレクサンドル・マクシモフ博士が「幹細胞（Stem cell）」という世界で初めて提唱している。その後1963年、原子力開発や宇宙事業開発が急速に進んでいく中で、放射線研究所（The Medical  Radiological  Research Center =MRRC)がロシア（旧ソ連）のオブニスクに設立。1969年、アレクサンドル・フリーデンスタインが、世界で初めて骨髄由来間葉系幹細胞を発見する。1974年ロシア放射線研究所・免疫細胞療法部で、骨髄由来間葉系幹細胞の臨床試験を開始。同研究所のアナトリー・コノプリャニコフ教授は、7,000回以上に及ぶ治療を行う。
2010年、重度の心臓病を患ったグラドコフ・アレクセイがロシアの医療機関で骨髄由来間葉系幹細胞治療を受け、幹細胞の効果を確信した後、幹細胞による再生医療技術を確立するための様々なアプローチを開始するに至る。

## 細胞培養技術の全自動化ロボットの実用化
同社では、細胞培養技術の全自動化ロボットの実用化を視野に入れた展開を進めている。全自動化することで実現できるのは、より安定的な製造とローコスト化が実現し産業化である。そのために一つ一つ個別の箱型の中でロボットが作業する方法を提案。これによるメリットは、①大掛かりな設備を整えなくても、完全無菌状態を確保できる。②目的が異なる別々の種類の細胞を同時に製造することも可能である。③どこかにトラブルが生じた場合でも、全体のラインを止めることなく対処することができる。
また、ノウハウ・プロット・知識技術などのソフト面の確立にも尽力している。具体的には同社の知識と経験を持った熟練の研究者が、1年かけてAIに学習させていくという。これにより、初めの半年間で知識と経験を持つ研究者の作業をAIに読み込ませ、データ化させる。次の半年間でそのデータに基づいて作業するAIを、研究者が的確にチェックしていくシステムとなる予定。
この細胞培養技術の全自動化ロボットの実用化により、金太郎細胞(R)はもちろん、脂肪由来幹細胞、臍帯由来幹細胞、免疫細胞（ナチュラルキラー細胞、樹状細胞、CAR-T細胞）などの様々な細胞を大量に、そして的確に製造していくことが可能となる。

## 「金太郎細胞」
「金太郎細胞®」とは、金太郎セルズパワーの持つ日本国内の特許製法を使用して抽出された骨髄由来間葉系幹細胞のことである。その使用目的は疾病の治療や予防、医療アンチエイジング、手術後のリカバリーなど多岐に及ぶ。ロシアで50年以上にわたる研究開発と、トータルで7,000回以上に及ぶ治療を基盤に、アジア各国を中心に多くの治療が行われている。
骨髄由来間葉系幹細胞は、骨髄液の中の細胞の10万個に１個という希少なものであり、発見して抽出すること自体が困難といわれている。同社ではそれを高度なバイオ技術で採取し、特許取得済みの培養技術で増殖することに成功した。
「金太郎細胞®」の特徴としては、自分と同じ細胞に分列できる自己複製能と様々な細胞に分化することができる分化多能性を持つ。健康診断を経た若い健康体のドナーから採取することが上げられる。細胞表面マーカーがCD34(-)で、ヒトの体内で再生が必要な部位（骨や筋肉、血管、臓器、皮膚など）の修復を行う。
体内にある骨髄由来間葉系幹細胞の数は、生まれたときが最も多いとされている。しかし、その数は年齢を重ねるごとに減っていき、生まれたときを100％とすると、10代で10％、30代で4％、50代で2.5％、80代で0.5％と激減していく。その減少していく骨髄由来間葉系幹細胞の数を補うことが「金太郎細胞®」の役割となる。アメリカ食品医薬品局（FDA）の適正基準（Good Manufacturing Practice）で承認された培養液を使用しているので、培養に関しても国際基準に適合したプロセスで行われている。

## 事業所
- 本社　東京都品川区
- 本社及び研究所　北海道小樽市忍路

## 役員
- 代表取締役：グラドコフ・アレクセイ
- メディカルディレクター：ニナ・ゴラドコワ

## 方針
金太郎セルズパワーでは「人々の健康寿命を延ばすこと」をミッションに掲げる。同社開発の幹細胞製品である「金太郎細胞®」の活用によって再生医療に貢献しながら技術力を高めていき、さらなる研究開発事業を進めていくことを重視している。

## 社名の由来
金太郎セルズパワーの「金太郎」は、日本の童話「足柄山の金太郎」がその由来である。この金太郎は、桃太郎や浦島太郎のようにおとぎ話の主人公ではなく、平安時代の武士「坂田金時」という実在の人物の幼名である。しかし、幼少期に熊を相手に相撲をとるなど、超人的な力自慢の伝説が全国に広まっていった。
同社では、こうした金太郎の「力強さ・逞しさ・元気さ・優しさ」を、幹細胞の特徴と合致するということで社名および商品名に採用した。また「金」という文字には、中国語でも縁起がよく、幸せな暮らしを想起させるといわれていることも理由の一つとされる。グラドコフ・アレクセイによると「金太郎＝Kintaro」という発音を聞くと、多くの外国人が日本を想起するということも大きな要因だと語っている。

## 参考資料
- 再生医療の情報サイト(再生医療ベンチャーNo.36　金太郎 Cells Power)
- 再生医療に貢献する日本のバイオ研究開発企業・株式会社金太郎Cells Power
- イプロス医薬食品技術(株式会社金太郎 Cells Power)
- ヒト骨髄幹細胞培養上清液化粧品原料「SakuraStem BM-1」
- クアラルンプール金太郎細胞体験
- 特許『培養生成液製造方法』
- @KintaroCells
- @Kintarocellspower
- @Kintarosaibo

## リンク
- 公式ウェブサイト

| スタブアイコン | サブスタブ | この項目は、まだ閲覧者の調べものの参照としては役立たない、企業に関連した書きかけの項目です。この項目を加筆・訂正などしてくださる協力者を求めています（PJ:経済）。 |